# Amphoe Sam Phran
Sam Phran (thaï : นครชัยศรี est un amphoe de la province de Nakhon Pathom, dans le centre de la Thaïlande

## Points d'intérêt
- Wat Rai Khing (en)

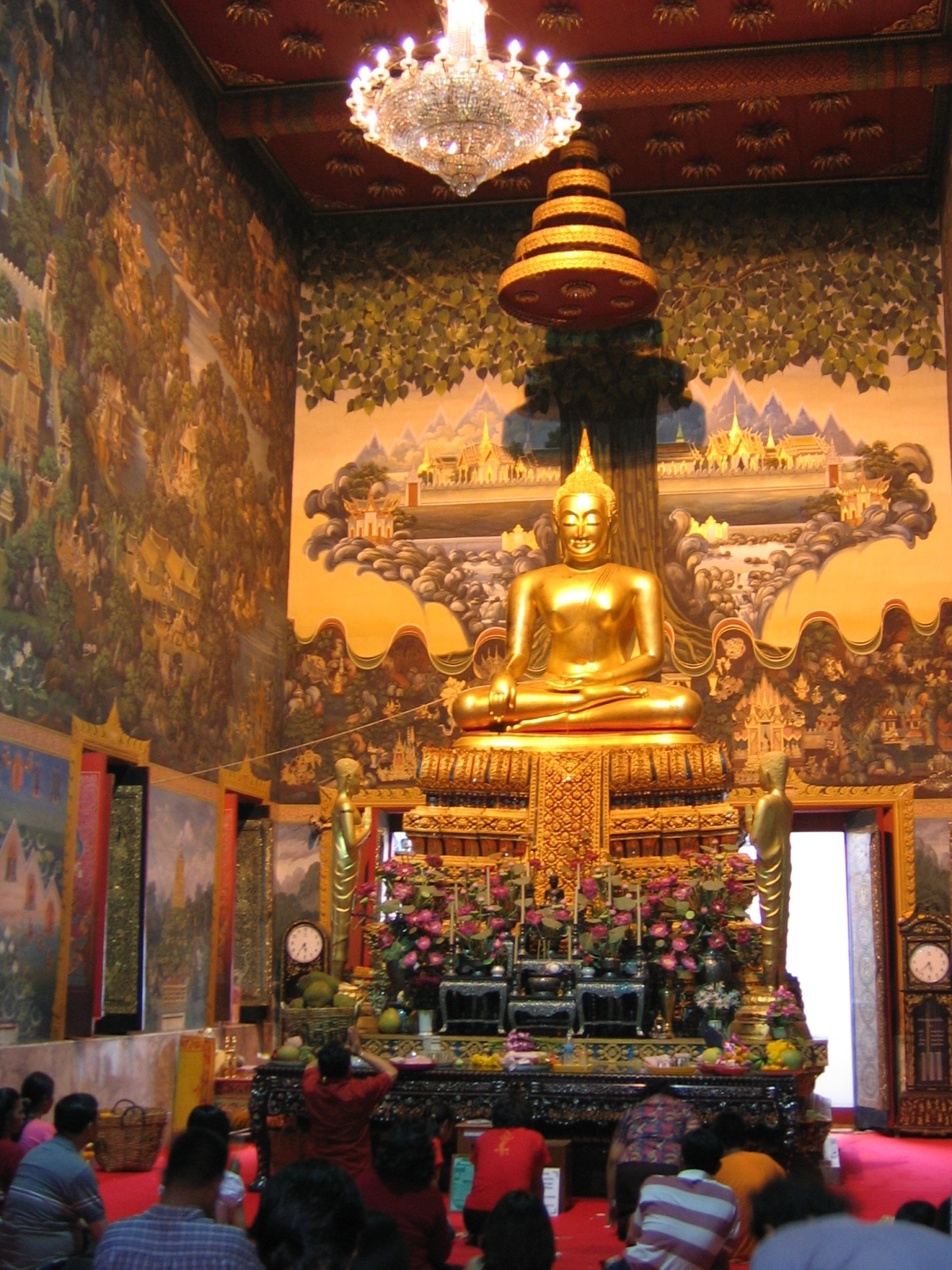
Le Wat Rai Khing (en)